# Шата (Росія)
Ша́та (рос. Шата) — присілок у складі Сухолозького міського округу Свердловської області.
Населення — 442 особи (2010, 422 у 2002).
Національний склад населення станом на 2002 рік: росіяни — 97 %.